# Zoja Skušek
Zoja Skušek, slovenska urednica, prevajalka, teatrologinja, publicistka, * 31. januar 1947, Ljubljana, † marec 2019.

## Življenjepis
Skuškova je na ljubljanski Filozofski fakulteti študirala svetovno književnost in francoščino s francosko književnostjo, diplomirala pa je leta 1978 na AGRFT v Ljubljani z delom Gledališče kot oblika spektakelske funkcije; izpopolnjevala se je v na univerzi v Parizu in Berkeleyju, Kalifornija. Od leta 1970 dela kot prevajalka v svobodnem poklicu. Od leta 1986 do 1997 je bila tudi odgovorna urednica knjižne zbirke Studia humanitatis. Skuškova objavlja kritične članke in teoretske razprave, zlasti sociološke in prevaja, največ iz francoščine in hrvaščine predvsem leposlovno, esejistično in znanstveno prozo.